# Erik
Erik je mužské křestní jméno skandinávského původu, Erich je jiná podoba téhož jména. Vykládá se jako „vážený vládce“ (Eirík(u)r). Podle českého kalendáře má svátek 26. října.

## Statistické údaje
Následující tabulka uvádí četnost jména v ČR a pořadí mezi mužskými jmény ve srovnání dvou roků, pro které jsou dostupné údaje MV ČR – lze z ní tedy vysledovat trend v užívání tohoto jména:
| Rok       | Četnost    | Pořadí   |
| 1999      | 2488       | 111.     |
| 2002      | 2718       | 107.     |
| Porovnání | o 230 více | o 4 lépe |
| 2006      | 3882       | 99.      |

Změna procentního zastoupení tohoto jména mezi žijícími muži v ČR (tj. procentní změna se započítáním celkového úbytku mužů v ČR za sledované tři roky 1999–2002) je +10,1 %, což svědčí o značném nárůstu obliby tohoto jména.

## Zdrobněliny
Eriček, Riky, Erka

## Erik v jiných jazycích
- slovensky, maďarsky, německy: Erik nebo Erich
- polsky: Eryk nebo Erich
- srbochorvatsky: Eric nebo Erich
- italsky, španělsky: Erico
- dánsky, švédsky: Erik
- norsky: Erik nebo Eirik
- anglicky: Eric
- irsky: Eiric
- nizozemština: Erik nebo Eric

## Známí nositelé jména (abecedně)

### Známí Erikové
- Erik I. – dánský král
- Erik Edman – švédský fotbalový obránce
- Erik Lindahl – švédský ekonom
- Erik Pardus – český herec
- Eric Roberts – americký herec
- Erik Rudý – vikingský mořeplavec
- Erik Satie – francouzský skladatel
- Jaroslav Erik Frič – moravský básník, hudebník, nakladatel a organizátor festivalů undergroundové kultury.
- Erik Adolf Saudek – český překladatel
- Erik Stenkilsson – švédský král, který vládl v letech 1066–1067
- Erik Tabery – český novinář

### Známí Erichové
- Erich Brabec – český fotbalový obránce
- Erich von Däniken – kontroverzní švýcarský spisovatel
- Erich Fromm – německý psycholog
- Erich Hartmann – nejúspěšnější stíhač 2. světové války
- Erich Honecker – německý politik
- Erich Kästner – německý spisovatel a novinář
- Erich Ludendorff – pruský a německý generál a politik
- Erich Maria Remarque – německý spisovatel
- Erich Roučka – český elektrotechnik, vynálezce a inovátor období 2. světové války
- Erich von Tschermak – rakouský biolog

### Známí Ericové
- Eric Borel, masový vrah
- Eric Clapton, hudebník
- Eric Cantona, fotbalista